# 2002年9月逝世人物列表
2002年逝世人物列表：1月 - 2月 - 3月 - 4月 - 5月 - 6月 - 7月 - 8月 - 9月 - 10月 - 11月 - 12月
2002年9月逝世人物列表，是用於匯總2002年9月期間逝世人物的列表。

## 依日期排序

### 1日
- Yuji Ichioka，66歲，美國歷史學家和民權活動家，癌症。[1]
- B. V. Karanth，72歲，印度演員兼導演。[2]
- Turk Van Lake，84歲，美國編曲家、作曲家和爵士吉他手。[3]
- 羅德尼·泰勒（Rodney Taylor），62歲，澳大利亞海軍軍官，肺癌。

### 2日
- 萊昂·坎貝爾（Leon Campbell），75歲，美國橄欖球運動員（阿肯色大學，芝加哥熊隊，匹茲堡鋼人隊）。[4]
- Abe Lemons，79歲，美國大學籃球運動員和教練，帕金森病併發症。[5]
- 肯·門克（Ken Menke），79歲，美國籃球運動員。[6]
- Rodica Ojog-Brașoveanu，63歲，羅馬尼亞作家，嚴重的肺部問題。[7]
- 艾哈邁德·拉希（Ahmad Rahi），78歲，巴基斯坦詩人和作家。
- F.X. Toole，72歲，美國拳擊教練和短篇小說作家。[8]
- 羅伯特·威爾遜，75歲，英國天體物理學家，以光學和太陽等離子體光譜學研究而聞名。[9]

### 3日
- 德克·特爾·哈爾（Dirk ter Haar），83歲，英荷物理學家。[10]
- 肯尼斯·黑爾（Kenneth Hare），83歲，加拿大科學家。[11]
- 泰德·羅斯（Ted Ross），68歲，美國演員（《巫師》《亞瑟》《警察學院》）。[12]
- 威廉·克萊門特·斯通（William Clement Stone），100歲，美國商人，慈善家和自助書籍作者。[13]
- Len Wilkinson，85歲，英國板球運動員。[14]

### 4日
- 弗蘭基·阿爾伯特（Frankie Albert），82歲，美國職業橄欖球運動員（斯坦福大學，三藩市49人隊），阿爾茨海默病。[15]
- 戴夫·貝克（Dave Baker），65歲，美國職業足球運動員（奧克拉荷馬大學三藩市49人隊）。[16]
- 傑羅姆·比夫爾（Jerome Biffle），74歲，美國奧運跳遠運動員（1952年金牌得主），肺纖維化。[17]
- 吉姆·康斯特布爾（Jim Constable），69歲，美國棒球運動員（紐約/舊金山巨人隊、克利夫蘭印第安人隊、華盛頓參議員隊、密爾沃基勇士隊）。[18]
- 安德魯·福吉（Andrew Forge），78歲，美國畫家，藝術評論家，耶魯大學繪畫教授。[19]
- 弗拉多·佩勒穆特（Vlado Perlemuter），98歲，立陶宛裔法國鋼琴家和教師。[20]
- Fozia Soomro，36歲，巴基斯坦地區民謠歌手，腎衰竭。

### 5日
- K. T. Achaya，78歲，印度石油和食品科學家和作家。
- 羅伯特·布魯克斯（Robert W. Brooks），49歲，美國數學教授，以光譜幾何和分形方面的工作而聞名。[21]
- 威廉·庫珀（William Cooper），92歲，英國小說家。[22]
- 克里夫·戈爾曼（Cliff Gorman），65歲，美國演員（《樂隊中的男孩》（The Boys in the Band），《爵士樂》（All That Jazz），《幽靈狗：武士之路》（Ghost Dog： The Way of the Samurai），托尼獎得主（1972年），白血病。[23]
- 弗蘭克·休伊特（Frank Hewitt），66歲，美國硬波普爵士鋼琴家。
- 傑基·凱爾克（Jackie Kelk），79歲，美國演員和單口喜劇演員，肺部感染。[24]
- 阿蒙·尼科伊（Amon Nikoi），72歲，迦納經濟學家和外交官。
- 英格堡·塔施納（Ingeborg Taschner），72歲，德國電影剪輯師。
- 大衛·托德·威爾金森（David Todd Wilkinson），67歲，美國宇宙學家，以熱宇宙背景輻射、癌症而聞名。[25]

### 6日
- 邁克爾·阿蓋爾（Michael Argyle），77歲，英國心理學家，英國社會心理學的先驅。[26]
- 加布里埃爾·坎普斯（Gabriel Camps），75歲，法國考古學家和社會人類學家。[27]
- 鮑比·克蘭西（Bobby Clancy），75歲，愛爾蘭歌手和音樂家，肺纖維化。
- 拉斐爾·德魯安（Rafael Druian），79歲，美國小提琴家和指揮（紐約愛樂樂團，克利夫蘭管弦樂團）。[28]
- Orvan Hess，96歲，美國醫生。[29]
- 蓋薩·霍洛西（Géza Hollósi），64歲，匈牙利奧運摔跤運動員。[30]
- 菲力浦·拉巴特（Philip LaBatte），91歲，美國冰球運動員。[31]
- 马丁·马茨博（Martin Matsbo），90歲，瑞典越野滑雪運動員和奧運獎牌得主。[32]
- 楊男爵夫人珍妮特·楊（Janet Young），75歲，英國政治家（上議院領袖），癌症。[33]

### 7日
- 卡特琳·卡特利奇（Katrin Cartlidge），41歲，英國女演員（Brookside，Before the Rain，Breaking the Waves），肺炎和敗血症併發症。[34]
- 喬納森·查尼（Jonathan Charney），59歲，美國學者、作家和律師。
- Eugenio Coșeriu，81歲，專門研究羅曼語的語言學家。[35]
- 邁克爾·埃爾菲克（Michael Elphick），55歲，英國演員（Boon，EastEnders，Gorky Park，Private Schulz），心臟病發作。[36]
- Cyrinda Foxe，50歲，美國女演員，模特和公關人員，腦癌。
- 約翰·保羅·弗蘭克（John Paul Frank），84歲，美國律師和學者，他説明塑造了美國最高法院的案件（布朗訴教育委員會案、米蘭達訴亞利桑那州案）。[37]
- 艾爾瑪·佛蘭克林（Erma Franklin），64歲，美國福音和靈魂歌手（“Piece of My Heart”），艾瑞莎·佛蘭克林（Aretha Franklin）的姐姐，喉癌。[38]
- 烏茲·蓋爾，78歲，德國-以色列槍械設計師，發明烏茲衝鋒槍，癌症。[39]

### 8日
- 喬治·安德列·謝瓦拉茲（Georges-André Chevallaz），87歲，瑞士歷史學家和政治家。
- 魯倫·傑夫斯（Rulon Jeffs），92歲，美國一夫多妻制者和宗教領袖。
- 盧卡斯·莫雷拉·內維斯（Lucas Moreira Neves），76歲，巴西羅馬天主教主教。[40]
- Henri Rol-Tanguy，94歲，法國共產黨人，二戰期間抵抗運動的領導人。[41]
- Marco Siffredi，23歲，法國單板滑雪運動員（最後一次露面日期）。
- 勞里·威廉姆斯（Laurie Williams），33歲，西印度板球運動員，車禍。[42]

### 9日
- 湯姆·布蘭得利（Tom Bradley），76歲，英國政治家（代表萊斯特東北部和萊斯特東部的國會議員）。[43]
- 傑弗里·杜默（Geoffrey Dummer），92歲，英國電子工程師，製造了積體電路的第一個原型。[44]
- 傑拉爾德·詹森（Gerald W. Johnson），83歲，二戰期間美國空軍中將和飛行王牌。
- 何塞·路易斯·馬塞拉（José Luis Massera），87歲，烏拉圭數學家。[45]

### 10日
- 奧古斯托·拉莫·卡斯蒂略，63歲，西班牙足球裁判。
- René Cousineau，72歲，加拿大政治家（代表魁北克省加蒂諾的國會議員）。[46]
- Sandor Elès，66歲，匈牙利演員。
- 亞歷山大·法雷利，78歲，美國政治家，1987年至1995年擔任美屬維爾京群島總督。[47]
- 大衛·葛籣（David Grene），89歲，愛爾蘭裔美國古典學教授。[48]
- 郭宝崑，63歲，中國劇作家、戲劇導演、藝術活動家，患有腎癌和肝癌。
- 扎拉納·帕皮奇，53歲，塞爾維亞社會人類學家和女權主義理論家。
- T. Viswanathan，75歲，印度音樂家，擅長長笛和聲樂。[49]

### 11日
- 金·杭特，79歲，美國女演員（《慾望號街車》、《人猿星球》、《夜的邊緣》），奧斯卡獎得主（1952年），心臟病發作。[50]
- 霍華德·列維（Howard Levi），85歲，美國數學家。
- Howard T. Odum，78歲，美國生態學家。[51]
- 約翰尼·尤尼塔斯（Johnny Unitas），69歲，美國橄欖球運動員，職業橄欖球名人堂成員，心血管腎病。[52]
- 大衛·維斯涅夫斯基（David Wisniewski），49歲，美國作家和兒童讀物插畫家。[53]

### 12日
- Lloyd Biggle， Jr.，79歲，美國音樂家和作家，白血病和癌症。[54]
- 池田三男，67歲，日本自由式摔跤運動員，奧運會金牌得主。[55]
- 尼爾·希爾茲（Neil Shields），83歲，英國政治家和商人。[56]

### 13日
- 道格拉斯·布萊克（Sir Douglas Black），89歲，英國醫生，在國家衛生服務的發展中發揮了關鍵作用。[57]
- 理查·福斯特（Richard Foster），83歲，美國現代主義建築師。[58]
- 喬治·希爾斯（George Hills），84歲，英國記者和歷史學家。
- 亞歷山大·卡贊采夫，96歲，蘇聯和俄羅斯科幻小說作家，不明飛行物學家和國際象棋作曲家。
- 查理斯·赫伯特·洛（Charles Herbert Lowe），82歲，美國生物學家。[59]
- 威廉·菲力浦斯（William Phillips），94歲，美國編輯、作家和公共知識份子。[60]
- 布魯克斯·理查茲（Brooks Richards），84歲，英國外交官和國有企業特工。[61]
- 布蘭卡·德·西洛斯（Blanca de Silos），88歲，西班牙電影女演員。
- 喬治·斯坦利（George Stanley），95歲，加拿大歷史學家和公務員。[62]

### 14日
- 吉姆·巴恩斯，61歲，美國籃球運動員（1964年夏季奧運會金牌，洛杉磯湖人隊，波士頓塞爾特人隊），心臟問題。[63]
- 弗雷德里克·貝內特（Frederic Bennett），83歲，英國記者，大律師政治家（托貝，托基和雷丁北部議會議員）。[64]
- 羅伯托·卡瓦納（Roberto Cavanagh），87歲，阿根廷馬球運動員。[65]
- 邁克爾·格裡爾（Michael Greer），64歲，美國演員，喜劇演員和歌舞表演者，癌症。
- 吉姆·麥基（Jim McKee），55歲，美國棒球運動員（匹茲堡海盜隊），交通事故。[66]
- 拉旺達·佩奇（LaWanda Page），81歲，美國女演員（桑福德父子），糖尿病。[67]
- 洛麗塔·托雷斯（Lolita Torres），72歲，阿根廷電影女演員和女高音。[68]
- 保羅·威廉姆斯（Paul Williams），87歲，非裔美國爵士樂和藍調薩克斯管演奏家，樂隊領隊和詞曲作者（“The Huckle-Buck”）。[69]

### 15日
- 珍妮·馬卡爾（Jenny Maakal），89歲，南非自由泳運動員和奧運獎牌得主。[70]
- 詹姆斯·米切爾（James Mitchell），76歲，英國作家，主要創作犯罪小說和間諜驚悚小說。[71]
- Jean Rousset，92歲，瑞士文學評論家。[72]

### 16日
- 詹姆斯·格雷果里（James Gregory），90歲，美國演員（巴尼·米勒（Barney Miller），《滿洲候選人》，《無法無天的歲月》（The Manchurian Candidate），《無法無天的歲月》（The Lawless Years）。[73]
- 阿奇博爾德·霍爾，78歲，被稱為“殺手管家”的英國罪犯，中風。
- Jiří Javorský，70歲，捷克網球運動員。
- Raymond Reiter，63歲，加拿大計算機科學家和邏輯學家。
- 瑪麗·斯托特（Mary Stott），95歲，英國記者和女權主義者。[74]
- 阮文順（Nguyen Van Thuan），74歲，越南羅馬天主教主教，癌症。[75]
- Jean Vernette，73歲，法國羅馬天主教主教和邪教研究員。[76]

### 17日
- 愛琳·科爾威爾（Eileen Colwell），98歲，英國作家和圖書管理員。[77]
- 傑克·弗格森（Jack Ferguson），78歲，澳大利亞政治家（新南威爾士州副州長），間皮瘤。[78]
- 鄧尼斯·費舍爾（Denys Fisher），84歲，英國肺活量儀的發明者。
- 詹姆斯·麥克唐納（James Macdonald），83歲，蘇格蘭-澳大利亞鳥類學家。[79]
- Dodo Marmarosa，76歲，美國爵士鋼琴家、作曲家和編曲家。[80]
- 戈文德·佩魯瑪律，76歲，印度曲棍球運動員和奧運冠軍。[81]
- 埃德瓦爾多·阿爾維斯·德·聖羅莎（Edvaldo Alves de Santa Rosa），68歲，巴西足球運動員兼經理，癌症。

### 18日
- Hazel Brooks，78歲，美國女演員。[82]
- 安德列亞斯·伯尼爾（Andreas Burnier），71歲，荷蘭作家，專注於同性戀，變性和歧視，顱內出血。[83]
- 鮑裡斯·卡米（Boris Carmi），88歲，俄羅斯-以色列攝影師。[84]
- 鲍勃·海斯（Bob Hayes），59歲，美式橄欖球運動員達拉斯牛仔隊（Dallas Cowboys）和職業橄欖球名人堂成員，前列腺癌。
- 莫路·拉莫斯（Mauro Ramos），72歲，巴西足球運動員，腸癌。[85]
- 希瓦吉·薩萬特（Shivaji Sawant），62歲，馬拉地語印度小說家。
- 赫伯特·施密特（Herbert Schmidt），88歲，德國賽艇運動員和奧運獎牌得主。[86]
- 瑪吉塔·斯特凡諾維奇（Margita Stefanović），43歲，塞爾維亞音樂家，愛滋病毒併發症。

### 19日
- Albert Ando，72歲，日裔美國經濟學家，白血病。[87]
- 約翰·阿倫德爾（John Arundel），74歲，加拿大冰球運動員（多倫多楓葉隊）。[88]
- 羅伯特·蓋伊，61歲，象牙海岸政治家和軍事統治者（1999-2000年），與家人一起被謀殺。[89]
- 鄧肯·哈拉斯（Duncan Hallas），76歲，英國共產主義政治家和馬克思主義理論家。[90]
- 伊恩·哈欽森（Ian Hutchinson），54歲，英國足球運動員。[91]
- 弗朗西斯科·洛哈科諾，66歲，義大利阿根廷足球運動員和經理。
- Priya Tendulkar，47歲，印度女演員、社會活動家和作家，心臟病發作。
- 卡爾·湯普森（Carl W. Thompson），88歲，美國律師和民主黨政治家。
- 塔季揚娜·維利卡諾娃（Tatyana Velikanova），70歲，蘇聯持不同政見者和數學家。

### 20日
- Les Auge，49歲，美國職業冰球運動員（科羅拉多落基山脈）。[92]
- 謝爾蓋·博德羅夫（Sergey Bodrov， Jr.），30歲，俄羅斯電影明星，科爾卡-卡馬頓岩石冰滑梯，意外死亡。[93]
- 布魯斯·愛德華茲（Bruce Edwards），90歲，美國演員和攝影師。
- Necdet Kent，91歲，土耳其外交官和人道主義者。
- 愛德華多·古迪尼奧·基弗（Eduardo Gudiño Kieffer），66歲，阿根廷作家。
- 琼·利特尔伍德（Joan Littlewood），87歲，英國戲劇導演。[94]
- 派特·薩沃德（Pat Saward），74歲，英國足球運動員，阿爾茨海默病。[95]
- 鮑勃·華萊士（Bob Wallace），53歲，美國計算機科學家，幫助發明瞭“共享軟體”軟體行銷。[96]

### 21日
- 亨利·皮布斯·貝爾-歐文，89歲，加拿大二戰指揮官和不列顛哥倫比亞省副省長。[97]
- Angelo Buono，67歲，美國連環殺手、綁架者和強姦犯（“山坡扼殺者”），心臟病發作。[98]
- 羅伯特·L·福沃德（Robert L. Forward），70歲，美國物理學家和科幻小說作家，創立了Tethers Unlimited，為美國宇航局製造系繩。[99]
- 彼得·科瓦爾德（Peter Kowald），58歲，德國自由爵士雙貝斯手和大管手，心臟病發作。[100]
- 莫裡斯·曼森（Maurice Manson），89歲，加拿大演員。[101]
- 羅科·洛克（Rocco Rock），49歲，美國職業摔跤手，心臟病發作。
- 羅伯特·懷特（Robert White），81歲，美國雕塑家、教授和詩人。[102]

### 22日
- 唐·卡爾森，75歲，美國棒球運動員（芝加哥小熊隊、匹茲堡海盜隊）。[103]
- 揚·德·哈托格（Jan de Hartog），88歲，荷蘭裔美國小說家和劇作家。[104]
- 安東尼·蘭斯洛特·迪亞斯（Anthony Lancelot Dias），92歲，印度政治家。
- 哈里·格兰西（Harry Glancy），98歲，美國游泳運動員和奧運冠軍。[105]
- 安東尼奧·哈羅（Antonio Haro），91歲，墨西哥奧運重劍和佩劍擊劍運動員。[106]
- Pierre Jacquinot，92歲，法國物理學家。[107]
- 約瑟夫·內森·凱恩（Joseph Nathan Kane），103歲，美國歷史學家和作家。[108]
- 安東尼·米爾納（Anthony Milner），77歲，英國音樂家，多發性硬化症。[109]
- 瑪格·彼得森（Marga Petersen），83歲，德國運動員。[110]
- 胡里奧·佩雷斯（Julio Pérez），76歲，烏拉圭足球運動員。
- 威廉·羅森伯格（William Rosenberg），86歲，美國企業家，膀胱癌。[111]
- 阿內爾·蘇達克維奇，95歲，蘇聯無聲電影女演員。

### 23日
- 第八代阿賓格男爵詹姆斯·斯嘉麗（James Scarlett，Baron Abinger），87歲，英國同齡人。[112]
- 弗農·科里亞（Vernon Corea），75歲，斯里蘭卡出生的英國電臺廣播員。[113]
- 喬治·喬治（George Georges），82歲，澳大利亞政治家。[114]
- 愛德華·古菲爾德（Eduard Gufeld），66歲，蘇聯/俄羅斯國際象棋特級大師和國際象棋作家，心臟病發作。[115]
- 埃裡希·奧伯多夫（Erich Oberdorfer），97歲，德國生物學家，專門研究植物社會學和植物地理學。
- 胡振中，77歲，香港羅馬天主教樞機，糖尿病。[116]

### 24日
- 霍布斯·亞當斯（Hobbs Adams），99歲，美式橄欖球運動員和教練（南加州大學，堪薩斯州立大學）。[117]
- 鮎川哲也，83歲，日本文學評論家和小說家。
- Sergio Bergonzelli，78歲，義大利導演、編劇、製片人和演員。[118]
- 羅伯特·安東尼·布爾（Robert Anthony Buell），62歲，美國連環殺手，兒童殺人犯和連環強姦犯，注射死刑。[119]
- 萊昂·哈特（Leon Hart），73歲，美式足球運動員。[120]
- 蒂姆·羅斯（Tim Rose），62歲，美國歌手和詞曲作者，心臟病發作。
- 邁克·韋伯斯特（Mike Webster），50歲，美式橄欖球運動員（匹茲堡鋼人隊）和職業橄欖球名人堂成員，心臟病發作。[121]

### 25日
- 雅克·博雷爾（Jacques Borel），76歲，法國作家。[122]
- Ray Hayworth，98歲，美國棒球運動員（底特律老虎隊、布魯克林道奇隊、紐約巨人隊、聖路易斯布朗隊）。[123]
- 羅曼·普欽斯基（Roman Pucinski），83歲，美國民主黨政治家。[124]
- 阿諾德·羅斯（Arnold Ross），96歲，美國數學家。
- 納伊姆·西迪基（Naeem Siddiqui），86歲，巴基斯坦伊斯蘭學者、作家和政治家。

### 26日
- 恩佐·安德羅尼科（Enzo Andronico），78歲，義大利演員和喜劇演員。
- 埃萊奧諾·比亞特維特（Eleonore Bjartveit），78歲，挪威政治家。
- 尼爾斯·博林（Nils Bohlin），82歲，瑞典機械工程師，發明瞭三點式汽車安全帶。[125]
- 里卡多·卡爾沃（Ricardo Calvo），58歲，西班牙國際象棋大師，歷史學家，國際象棋作家，食道癌。[126]
- 亨利·拉森（Henry Larsen），86歲，丹麥賽艇運動員。[127]
- 湯瑪斯·西德尼·史密斯（Thomas Sidney Smith），84歲，美國政治家，新澤西州議會議員。
- 菲力浦·泰利茲（Philippe Tailliez），97歲，法國潛水先驅，水下攝影師，雅克·庫斯托（Jacques Cousteau）的同事。[128]

### 27日
- Lidia Chmielnicka-Żmuda，63歲，波蘭排球運動員（1968年夏季奧運會女子排球銅牌）。[129]
- 沃利·德雷爾（Wally Dreyer），79歲，美國橄欖球運動員（芝加哥熊隊，綠灣包裝工隊）和大學橄欖球教練。[130]
- 查理斯·亨利·福特，94歲，美國詩人、小說家和電影製片人。[131]
- 戴维·格兰杰（David Granger），99歲，美國奧運雪橇運動員和商人。[132]
- 阿提拉·克雷斯特斯（Attila Keresztes），74歲，匈牙利擊劍運動員和奧運冠軍。[133]
- 佩爾·阿克塞爾·倫德葛籣（Per Axel Lundgren），91歲，瑞典藝術總監。
- 安娜·穆裡亞（Anna Murià），98歲，西班牙加泰羅尼亞敘述者、文學評論家和記者。
- 比爾·皮爾森（Bill Pearson），80歲，紐西蘭作家。
- Glen Rounds，96歲，美國作家和插畫家。[134]

### 28日
- 艾麗西亞·巴里埃（Alicia Barrié），86歲，智利女演員。
- 惠特尼·布萊克（Whitney Blake），76歲，美國女演員（Hazel），導演兼製片人（One Day at a Time），食道癌。[135]
- 約翰·坎納迪（John Cannady），79歲，美國橄欖球運動員（印第安那大學，紐約巨人隊）。[136]
- Patsy Mink，74歲，美國律師和政治家，病毒性肺炎。[137]
- 哈特蘭·莫爾森（Hartland Molson），95歲，加拿大政治家、參議員和商人。
- 莫裡斯·諾瓦里納（Maurice Novarina），95歲，法國建築師[138]

### 29日
- 鮑勃·科賓（Bob Cobbing），82歲，英國詩人。[139]
- 茲維·科利茨（Zvi Kolitz），89歲，立陶宛裔美國作家，電影和戲劇製片人。[140]
- 埃利斯·拉金斯（Ellis Larkins），79歲，美國爵士鋼琴家，肺炎。[141]
- 米奇·紐伯里（Mickey Newbury），62歲，美國詞曲作者和唱片藝術家，肺氣腫。[142]
- 裘莉安娜·特索羅（Giuliana Tesoro），81歲，美國有機化學家。

### 30日
- 羅伯特·巴特斯比，77歲，英國商人和政治家，歐洲議會議員。[143]
- 羅恩·杜哈梅爾（Ron Duhamel），64歲，加拿大政治家（代表曼尼托巴省聖博尼法斯的國會議員，曼尼托巴省參議員）。[144]
- Göran Kropp，35歲，瑞典冒險家和登山家，墜落。
- 米洛什·馬庫雷克，75歲，捷克詩人、劇作家、作家和編劇。[145]
- 杰尔马娜·马拉巴尔巴，88歲，義大利體操運動員和奧運獎牌得主。[146]
- Meinhard Michael Moser，78歲，瑞士真菌學家，心臟病發作。
- Ewart Oakeshott，86歲，英國插畫家。
- Hans-Peter Tschudi，88歲，瑞士政治家和部長。